# جسیکا والس
جسیکا والس (به انگلیسی: Jessica Wahls) (زاده ۲ فوریه ۱۹۷۷) خواننده ، ترانه سرا  آلمانی است.
او قبلاً عضو گروه نه آنجلز بود. 